# Tompoes
Een tompoes (Frans: tom-pouce, Nederlands ook: tompouce) is een gebakje dat bestaat uit twee lagen bladerdeeg, waarvan de bovenste is geglazuurd, met banketbakkersroom ertussen. De tompoes is de Nederlandse variant van de oorspronkelijk Franse mille feuille (letterlijk 'duizend blaadjes'/'duizend laagjes'). In Vlaanderen spreekt men soms van een glacéke.

## Geschiedenis
Naar verluidt is dit gebakje in Nederland voor het eerst gemaakt door een banketbakker uit Amsterdam. Hij zou daarbij geïnspireerd zijn geweest door General Tom Thumb. In 1844 en 1845 reisde het circus van de Amerikaanse showman Phineas Taylor Barnum door Europa en deed daarbij ook Nederland aan. Charles Sherwood Stratton (1838-1883) was klein ten gevolge van dwerggroei (zijn lengte was 63,5 centimeter) en hij trad op onder de naam General Tom Thumb. Enkele jaren later begon de Friese Jan Hannema (1839-1878), die ook klein was, op te treden onder de naam vermoedelijk deels geïnspireerd door zijn Amerikaanse collega: Admiraal Tom Pouce.
Beide namen verwijzen naar de sprookjesfiguur Klein Duimpje. Hierbij dient aangetekend te worden dat er twee sprookjes bestaan die over een klein jongetje gaan.
- In het sprookje van Charles Perrault gaat het om het jongetje dat met broodkruimels en zevenmijlslaarzen in de weer is.
- In het sprookje opgetekend door de gebroeders Grimm is de held een heel klein jongetje dat door twee boeven wordt gestolen om hen te helpen bij inbraken.

In de Lage Landen staan beiden bekend onder de naam Klein Duimpje; in het Duits, Frans en Engels worden de twee wél door verschillende namen onderscheiden:
|            | Charles Perrault    | Gebroeders Grimm |
| ---------- | ------------------- | ---------------- |
| Duits      | Der kleine Däumling | Daumesdick       |
| Engels     | Hop-o'-My-Thumb     | Tom Thumb        |
| Frans      | Le Petit Poucet     | Tom Pouce        |
| Nederlands | Klein Duimpje       | Klein Duimpje    |

De naam Tom Thumb is dus indertijd - correct - naar het Franse equivalent Tom Pouce vertaald.
Hoe de overdracht van de naam op het gebakje precies is verlopen, is niet bekend. Wel is bekend dat Stratton in zijn shows een act gaf waarin hij Napoleon uitbeeldde. In verschillende landen in Europa bestaan gebakjes die iets van de Nederlandse tompoes weg hebben (ook afgeleid zijn van de Franse mille feuille) en die bekend staan als Napoleon-taart, of op de een of andere manier napoleontische connotaties hebben.

## Kenmerken
Een tompoes bestaat uit een laagje bladerdeeg met daaroverheen een laag vanillebanketbakkersroom. Daaroverheen zit weer een laagje bladerdeeg bedekt met een laagje, meestal roze, glazuur. Met Koningsdag en tijdens grote voetbaltoernooien waaraan het Nederlands elftal meedoet, wordt het glazuur vaak oranje gemaakt. Dit wordt dan een oranjetompoes genoemd. Bovenop het glazuur wordt soms een streep van slagroom gespoten. Kenmerkend voor de tompoes is de "baksteenvorm".
De tompoes is moeilijk te eten, omdat de crèmevulling er door de harde lagen deeg makkelijk uitloopt. In de rubriek Trijfel schreef Nico Scheepmaker voor een aantal provinciale kranten een handleiding voor het eten van een tompoes.

## Verwante gebakjes
De tompoes kan ook in andere landen worden gegeten. In het buitenland bestaat al heel lang gebak dat op de tompoes lijkt. Het is de Nederlandse variant van de oorspronkelijk Franse "millefeuille".
In België kent men net als in Frankrijk de "millefeuille", in Vlaanderen bijgenaamd het boekske of glacéke. Een millefeuille bestaat uit twee paneeltjes gelaagd bladerdeeg (in de praktijk niet met duizend maar met 729 of 768 laagjes afhankelijk van de slag waarmee gewerkt wordt), met daartussen telkens de crème patissière. Hij wordt er echter altijd afgewerkt met wit glazuur. Soms is hij vierkant in plaats van rechthoekig. In Frankrijk worden zulke gebakjes minstens sinds de achttiende eeuw gemaakt, mogelijk al sinds 1651.
In Italië zijn deze lekkernijen bekend als mille foglie. Overigens zijn de Italianen ervan overtuigd dat het gebakje zijn oorsprong in Napels heeft, en dat het zijn napoleontische connotaties aan die stad te danken heeft: Napolitaans werd verbasterd tot Napoleon. Mille-feuille werd ミルフィーユ in Japan en ميل فى in de Arabische landen.
In de Verenigde Staten wordt de lekkernij een napoleon of kortweg a nap genoemd, daarbij verwijzend naar Napoleon Bonaparte. In andere Engelstalige landen wordt meestal gesproken van een custard slice (custardgebakje) of (in Australië) vanilla slice. De Duitsers sluiten daarbij aan met hun Cremeschnitten, overgenomen door de Slovenen en Kroaten als Kremšnita en door de Israëliërs als קרם שניט (spreek uit: "krem-shjniet").
De Zweden kennen een variant onder de naam napoleonbakelse, de Noren eten hun napoleonskake, de Polen hun napoleonka, de Russen hun Наполеон (Napoleon) en de Oostenrijkers hun Cremeschnitte. In Hongarije wordt de ‘krémes’ en in Denemarken de Napoleonskage gegeten met slagroom bovenop.

## Het eten van een tompoes
In 2016 werd in het televisieprogramma Het Instituut een onderzoek uitgevoerd waarbij tientallen mannen en vrouwen een tompoes moesten eten. Er bleken verscheidene methoden te bestaan om (al dan niet met bestek) het gebak te consumeren, die werden betiteld als 'daklichten', 'happen', 'snijden' en 'de drietrapsraket'. In 2023 bedacht ook de HEMA vijf manieren om een tompoes te kunnen eten zonder te knoeien.

## Galerij

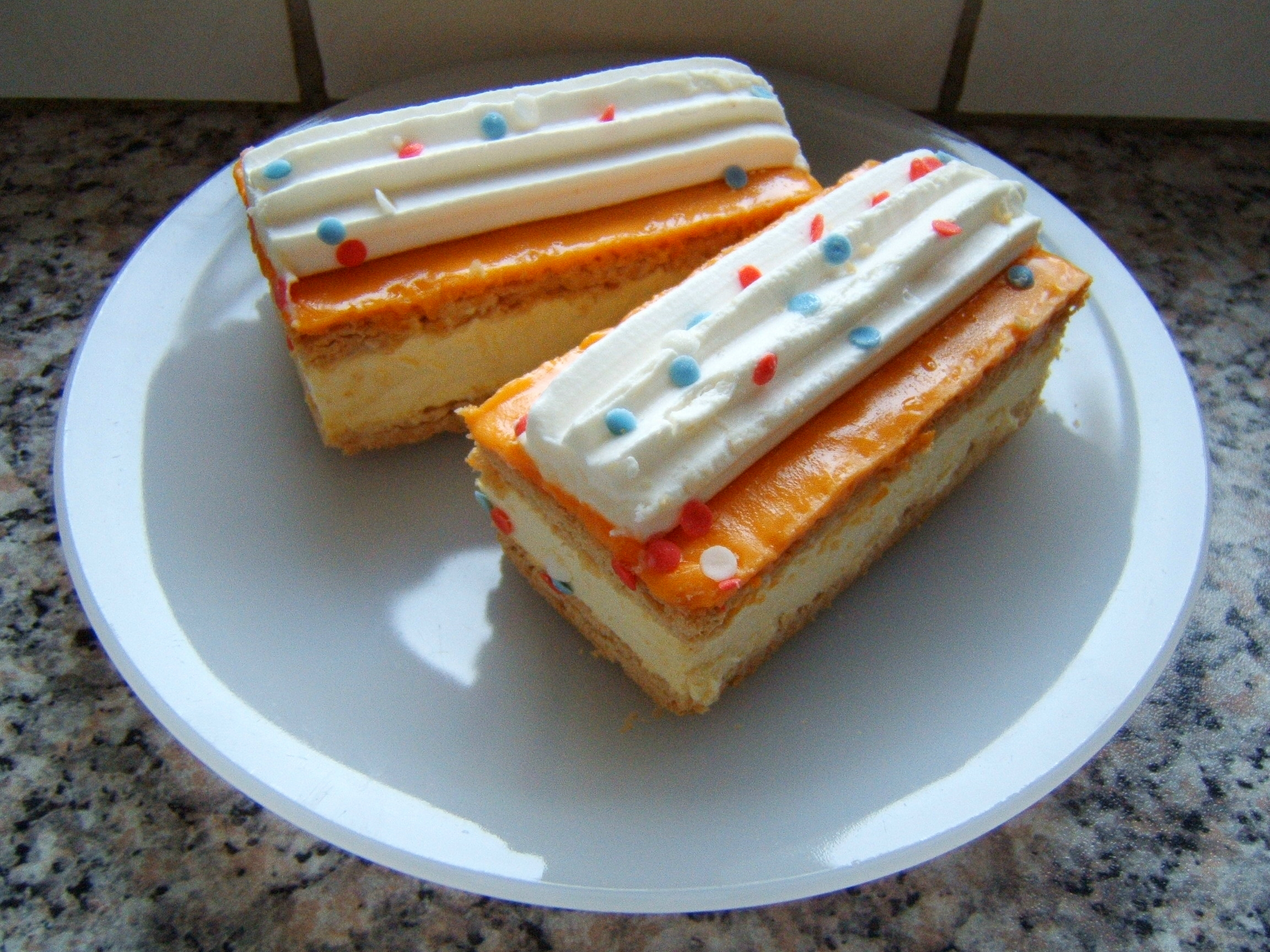
Oranje feesttompoezen
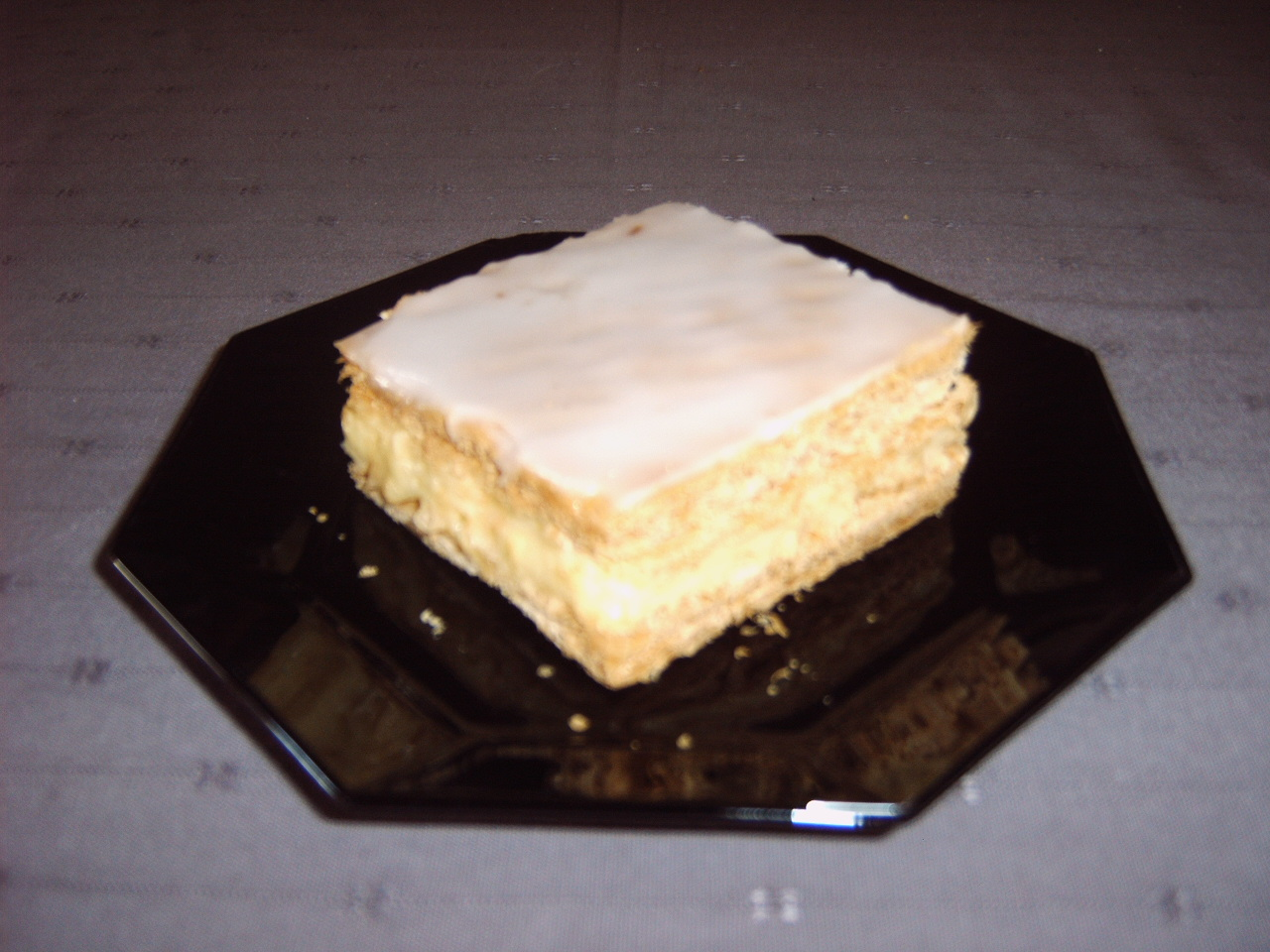
Belgisch glacéke
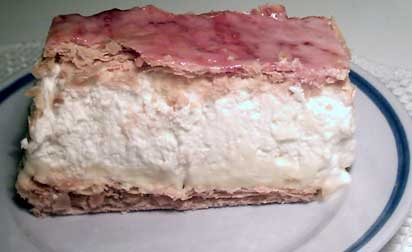
Napoleonbakelse uit Zweden
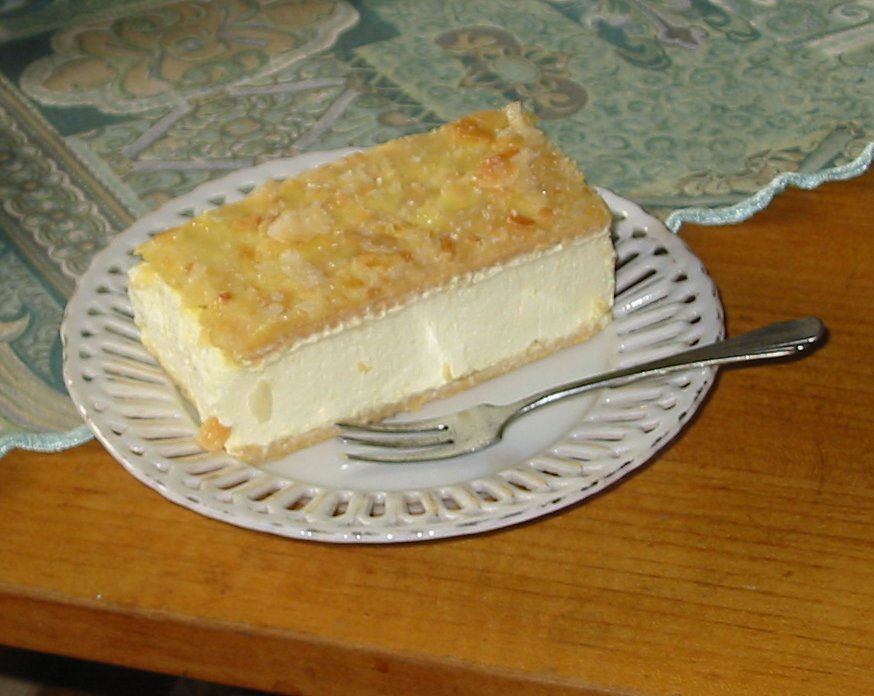
Tompoes met citroensmaak
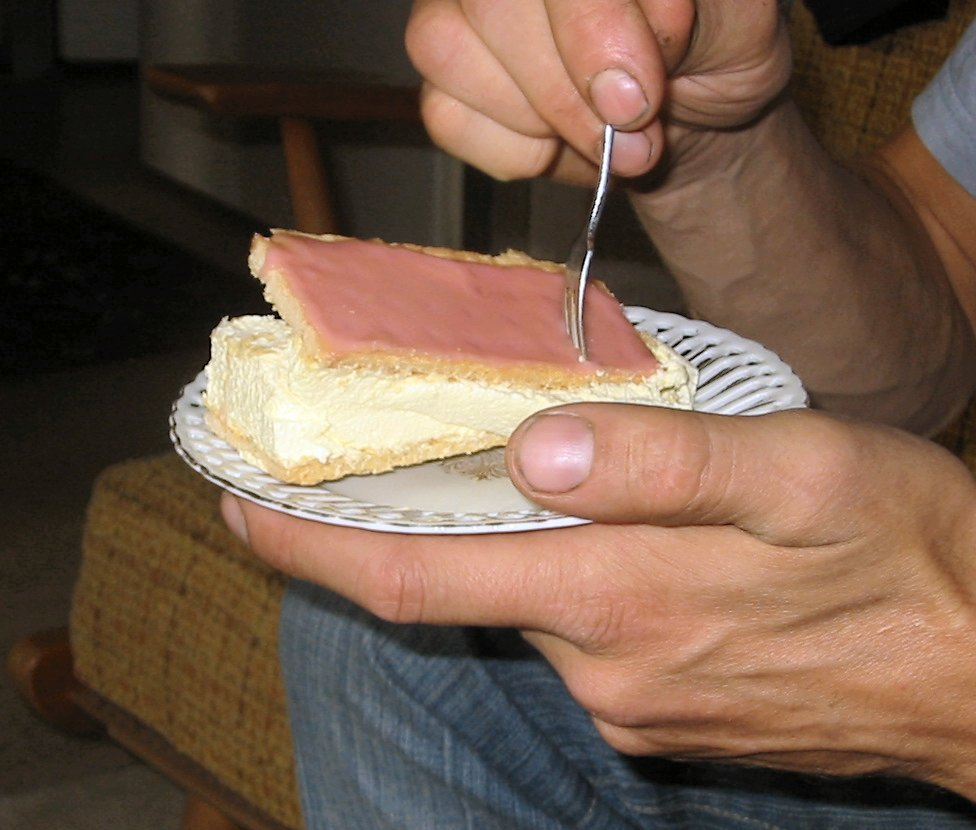
Het is lastig om een tompoes te eten

## Trivia
- Tijdens een bezoek aan de banketbakker werd Marten Toonder door zijn vrouw Phiny Dick attent gemaakt op de naam van het gebakje. Daarop kwam Toonder op het idee om de poes waarover hij avonturenverhalen wilde gaan maken Tom Poes te noemen.[bron?]
- In 2002 werd in Purmerend een tompoes van 1,3 km gemaakt. Daarvoor waren nodig: 5500 korstplakken van 47 cm, 4000 liter banketbakkersroom en 490 liter glazuur.[bron?]